# Piazza San Pietro a Roma nella pittura
La voce Piazza San Pietro a Roma nella pittura raccoglie vedute della facciata e della zona prospiciente la basilica di San Pietro. Nel corso dei secoli piazza e basilica hanno mutato aspettoː l'antica basilica costantiniana aveva davanti un quadriportico; all'inizio del Cinquecento era sparito il quadriportico, inghiottito da costruzioni e la spianata aveva assunto forma irregolare. San Pietro fu completamente ricostruito e in epoca barocca, fu realizzato il colonnato di Gian Lorenzo Bernini e modificata ulteriormente la facciata della nuova basilica.

## Nota introduttiva
Lo spazio di fronte alla basilica di San Pietro - detto platea Sancti Petri e utilizzato per accogliere i pellegrini e le processioni, ospitare i cortei dei notabili in visita dal papa e contenere le folle che assistono alle benedizioni papali - più volte ha mutato formaː sono sorti nuovi edifici e colonnati di contorno, nuove scalinate, seguendo il destino della basilica che, costruita in epoca costantiniana, fu completamente ricostruita fra il Cinquecento e il Seicento, fino ad assumere le forme odierne.

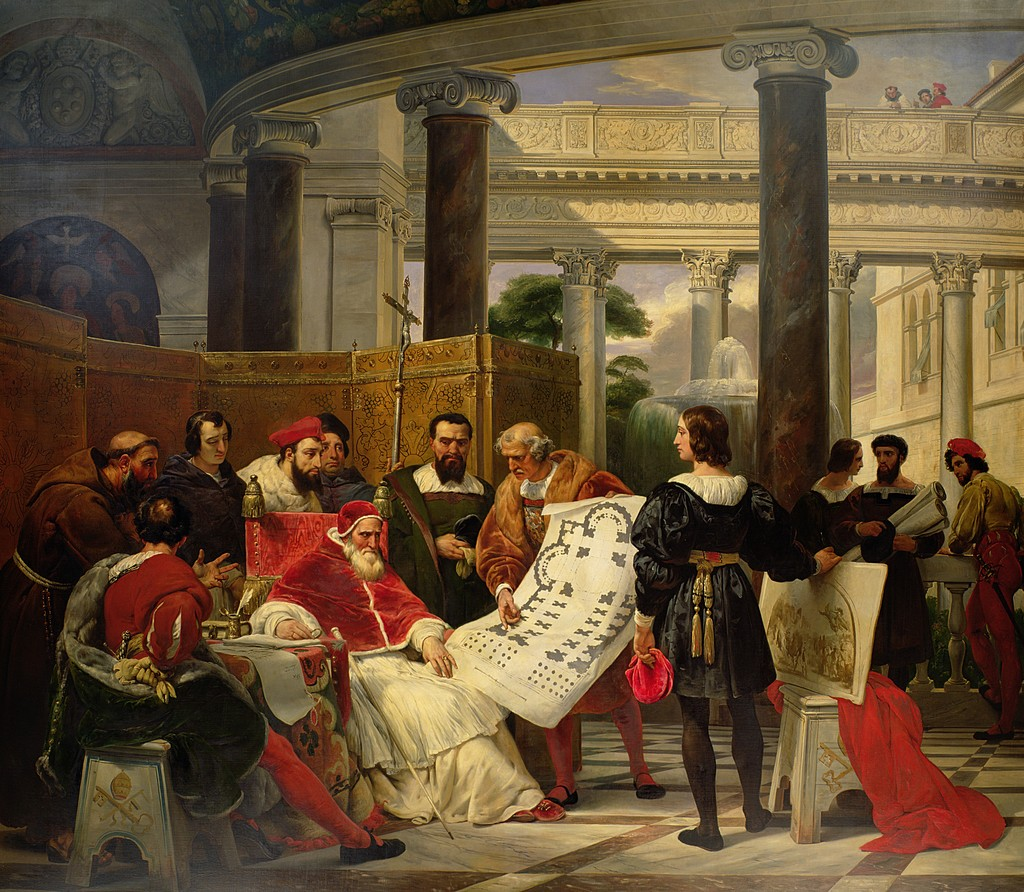
Horace Vernet, Giulio II ordina a Bramante, a Michelangelo e a Raffaello di costruire San Pietro in Vaticano, 1827 (Louvre)

Non si può quindi parlare, in ogni epoca, di una piazza San Pietro prospiciente la basilica, perché davanti a quella costantiniana c'era una scalinata dritta, che congiungeva la chiesa con il sottostante quadriportico che aveva al centro una fontana; alla fine del Quattrocento la spianata, affiancata da costruzioni addossate al perimetro del quadriportico, era all'incirca rettangolare, ma priva di pavimentazione e in pendenza, con un dislivello di circa dieci metri, tra il piede della scalinata che conduceva all'antica basilica e l'antistante quartiere di Borgo; il colonnato berniniano ha infine definito i contorni di piazza San Pietro.

### Mutamenti cinquecenteschi
Per facilitare i pellegrini del Giubileo del 1500, Alessandro VI aprì una strada che congiungeva Castel Sant'Angelo con il portone che dava accesso ai palazzi vaticani e che si trovava sul lato sinistro della basilica. La zona davanti a San Pietro non era dunque pavimentata, ma la strada alessandrina fu pavimentata e il dislivello ridotto, anche col sacrificio della Meta Romuli, una grande sepoltura romana a piramide. 
Il completo rinnovamento della basilica partì dal retro, per realizzare il progetto michelangiolesco a pianta greca, con il tamburo che sosteneva la grande cupola. Nel disegno michelangiolesco l'antica chiesa doveva essere demolita e sostituita da un porticato rettangolare, seguito da un nuovo quadriportico. A metà del Cinquecento Pio IV allargò la piazza sui due lati, ampliando di molto la capienza della platea Sancti Petri.

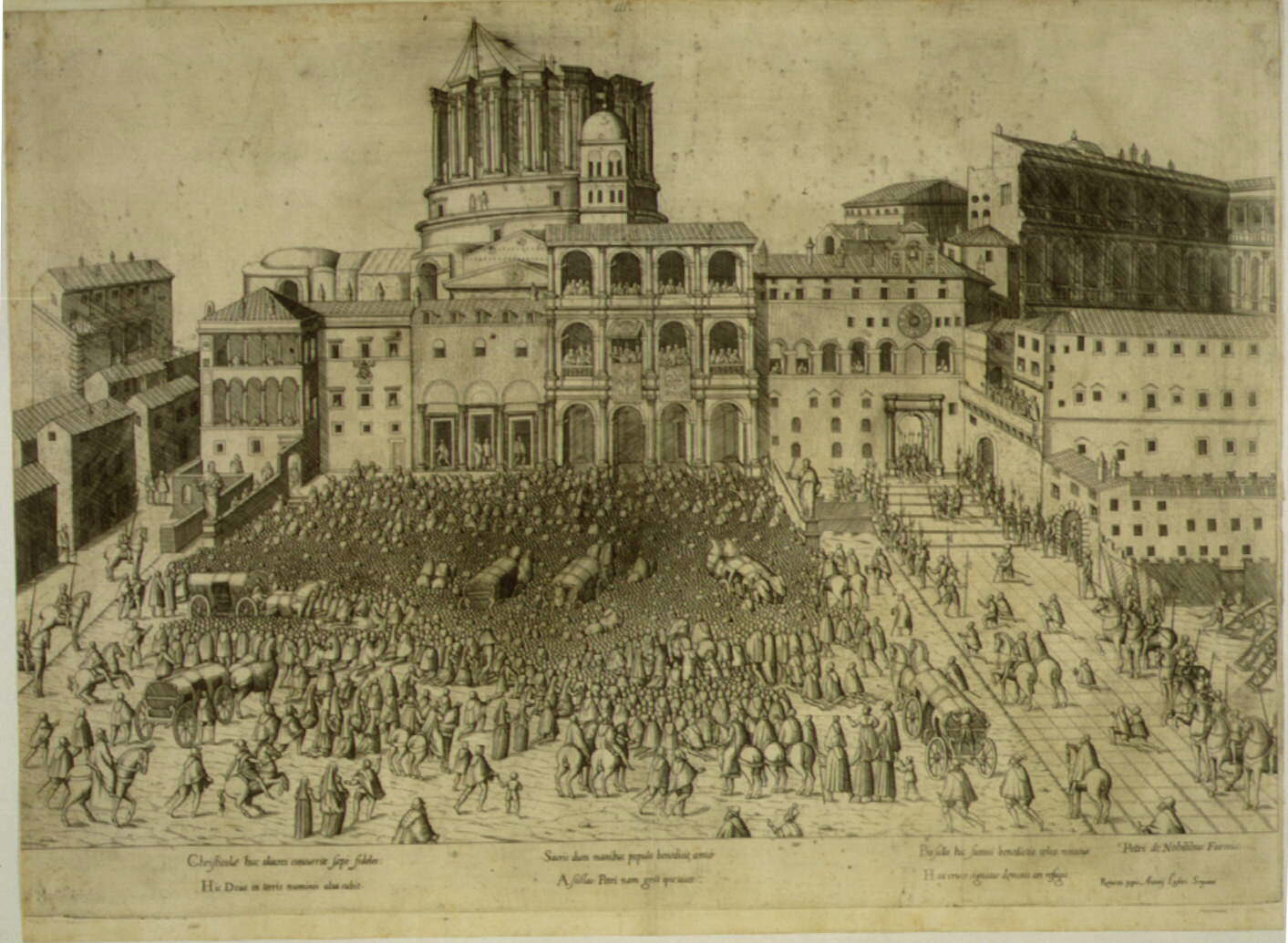
Antonio Lafrery, Benedizione papale, 1555, in Speculum Romanae Magnificentia

### Piante e vedute della basilica e della piazza
Nella volta a crociera della basilica superiore di San Francesco ad Assisi, Cimabue affrescò alla fine del XIII secolo (era stato a Roma nel 1272) gli Evangelisti, ognuno con la raffigurazione della zona geografica del suo apostolato. San Marco è affiancato all'Italia, simboleggiata da un gruppo di chiese romane, fra cui la basilica di San Pietro. Si vede parte della facciata, ma non il quadriportico. 
Nella veduta di Roma, miniata da Niccolò Polani nel 1459, la basilica costantiniana è rappresentata di prospetto, con la sua ripida scalinata di accesso.
Altra immagine significativa è la zona del Mons Vaticanus, della Pianta di Roma, disegnata e incisa da Leonardo Bufalini. La basilica di San Pietro, che è raffigurata nel progetto michelangiolesco a croce greca, è rappresentata in pianta.
Nel 1586 Domenico Fontana progettò e realizzò l'erezione dell'obelisco egizio, al centro di piazza San Pietro. Fu utilizzata la forza di 900 uomini e di 75 cavalli e appositamente costruita una immensa macchina di sostegno e di innalzamento. Non si conoscono dipinti che raffigurano l'evento, che è tuttavia documentato da incisioni.

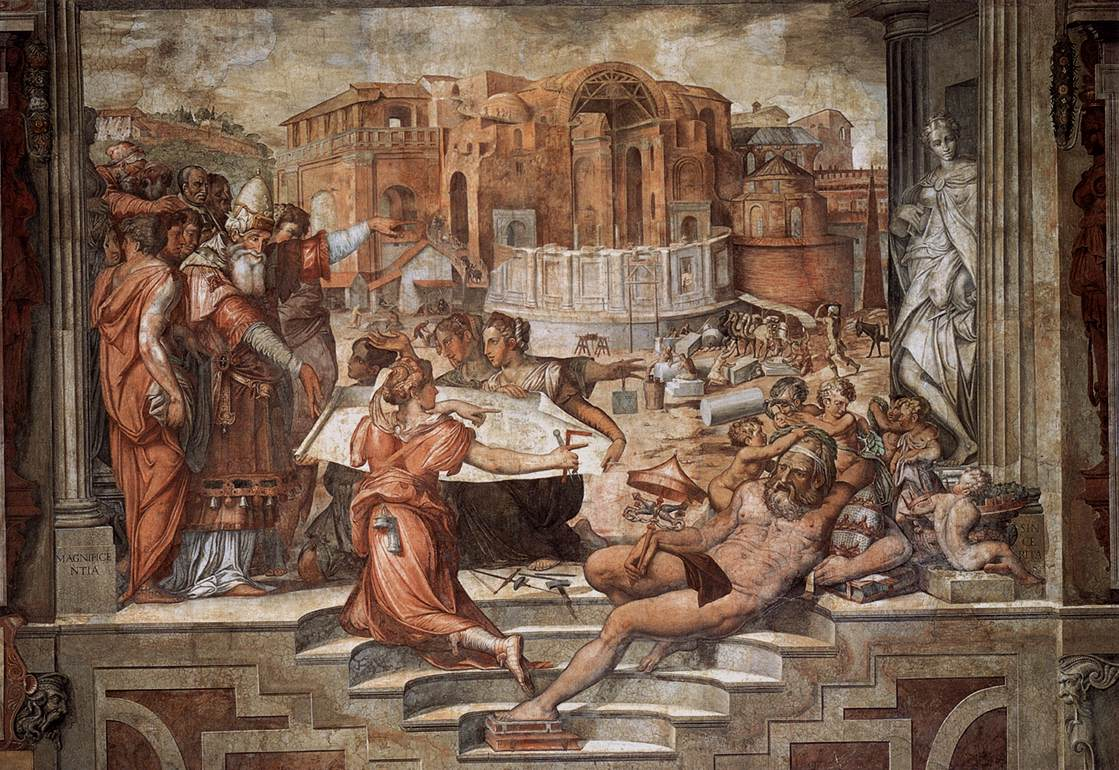
Giorgio Vasari, Paolo III Farnese dirige i lavori di San Pietro, affresco, 1546, Roma, (Palazzo della Cancelleria)

Nella incisione di Antonio Lafrery con la Benedizione papale, si vede chiaramente lo stato di avanzamento dei lavori della nuova basilica di San Pietro e le condizioni della piazza. Analoga immagine Lafrery riprodusse nella Veduta di Roma delle sette chiese, pubblicata nel 1575, in cui le chiese romane, da visitare durante il Giubileo, sono rappresentate in prospetto. La facciata della basilica costantiniana è già stata demolita, è scomparso il suo antico campanile e la basilica è affiancata da costruzioni, su ogni lato. Ai lati della scalinata si trovano le statue di San Pietro e di San Paolo, poi emigrate a Porta del Popolo. Questa immagine è stata sicuramente presa in considerazione da pittori che da fine Cinquecento a metà del Seicento hanno rappresentato l'esterno di San Pietro.

### Cerimonie papali e cortei principeschi
Pannini era chiamato ad illustrare scenari complessi e con molte figure, tra cui alcune che dovevano essere riconoscibili. Dipinse il corteo di Carlo III di Borbone, in visita dal papa, mentre attraversa piazza San Pietro. Le cerimonie più importanti, all'esterno della basilica, erano le benedizioni papali e la processione del Corpus Domini, che vediamo in un dipinto di anonimo, databile circa 1650.

### Il Borgo
Nella zona compresa fra la basilica e Castel Sant'Angelo, all'interno delle Mura leonine era cresciuto, in modo un po' disordinato, un quartiere popolare, detto Borgoː case medievali, cui erano state affiancate chiese. Erano stati poi costruiti palazzetti, fra cui quello acquistato da Raffaello e che fu demolito per realizzare via della Conciliazione. La zona si era sviluppata lungo tre vie direttrici, convergenti verso Castel Sant'Angelo. Nell'affresco di Raffaello L'incendio di Borgo si vede parte della facciata della basilica costantiniana, con il suo mosaico; ma l'attenzione del pittore è tutta rivolta al fuoco che si è sviluppato tra le case.
Il gruppo centrale di fabbricati popolari era chiamato Spina di Borgo. Per l'esiguità degli spazi fra le case, gli abitanti utilizzavano il colonnato beniniano e l'ampio spazio aperto, prospiciente la basilica, come la loro piazzaː una piazza di paese. Si notano, nei dipinti settecenteschi e ottocenteschi, viandanti sdraiati e addormentati, donne che lavorano sotto il colonnato, e uomini che portano cavalli ad abbeverarsi alle fontane di piazza San Pietro. Vedute della basilica e della piazza sono state riprese non solo dal basso, ma anche dalle Logge di Raffaello e dalle terrazze dei palazzetti di Borgo.

## Piazza San Pietro nella pittura

### La basilica Costantiniana
| Autore e titolo                                                               | Descrizione | Immagine |
| ----------------------------------------------------------------------------- | --- | -------- |
| Cimabue, Veduta di Roma                                                       | affresco, 1280-1283, particolare, Basilica di San Francesco in Assisi                                                     |          |
| Hans Burgkmair, Adorazione di Cristo davanti alla basilica di San Pietro      | olio su tavola, 258,1x115,4 cm, 1501, Staatsgalerie Altdeutsche Meister                                                   |          |
| Raffaello Sanzio, Incendio di Borgo                                           | affresco, 1514, part., Palazzo Apostolico, Logge di Raffaello                                                             |          |
| Alessandro Fei, San Domenico resuscita Napoleone, nipote del cardinale Orsini | affresco, 1581-1584, Firenze, Basilica di Santa Maria Novella - chiostro grande (rappresentata la basilica Costantiniana) |          |

### La nuova basilica in costruzione
| Autore e titolo                                                                        | Descrizione                            | Immagine |
| -------------------------------------------------------------------------------------- | -------------------------------------- | -------- |
| Louis de Caullery, Clemente VIII affacciato alla loggia, dopo la sua elezione nel 1592 | olio su rame, 1600 circa, Petit Palais | [ 5 ]    |

### La nuova basilica
| Autore e titolo                                                                             | Descrizione                                                 | Immagine |
| ------------------------------------------------------------------------------------------- | ----------------------------------------------------------- | -------- |
| Jacob Isaacsz. van Swanenburg (1571 - 1638), Processione papale in piazza San Pietro a Roma | olio su tavola, 57,5x109 cm, 1628, Statens Museum for Kunst | [ 6 ]    |
| Viviano Codazzi e Aniello Falcone, San Pietro a Roma                                        | olio su tela, 168x220 cm, 1630 circa, Museo del Prado       | [ 7 ]    |
| Anonimo pittore, Processione del Corpus Domini in piazza San Pietro al tempo di Innocenzo X | olio su tela, 1650 circa, Museo di Roma a Palazzo Braschi   |          |

### La nuova basilica ha il colonnato di Bernini
| Autore e titolo                                                                   | Descrizione                                                                      | Immagine |
| --------------------------------------------------------------------------------- | -------------------------------------------------------------------------------- | -------- |
| Gaspar van Wittel, Basilica di San Pietro a Roma                                  | olio su tela, 45x85 cm, 1700-1710, Kunsthistorisches Museum (Vienna)             |          |
| Giovanni Paolo Pannini, Carlo di Borbone in visita alla basilica di San Pietro    | olio su tela, 121×71 cm, prima metà XVIII secolo, Museo nazionale di Capodimonte |          |
| Giovanni Paolo Pannini, Partenza del Duc de Choiseul da piazza San Pietro in Roma | olio su tela, 152x195 cm , 1754, Gemäldegalerie (Berlino)                        |          |
| Hubert Robert, Loggiato verso piazza San Pietro                                   | olio su tela, 1760-1770, Speed Art Museum                                        |          |
| Hubert Robert, Colonnato di San Pietro durante il conclave                        | olio su tela, 1769, Cleveland Museum of Art                                      | [ 8 ]    |
| Felice Giani, Altare patrio in piazza San Pietro per la Festa della Federazione   | olio su tela, 1798, Museo di Roma a Palazzo Braschi                              |          |
| Anonimo pittore, Il papa benedice la folla a piazza San Pietro                    | olio su tela, XIX secolo, Musée Fesch (in una esposizione temporanea)            |          |
| William Turner, Roma dal Vaticano                                                 | olio su tela, 177x335,5 cm, 1820, Tate Gallery                                   | [ 9 ]    |
| Carl Ludwig Hofmeister (1790-1843), Basilica di San Pietro a Roma                 | olio su metallo, 50x60, 1823                                                     | [ 10 ]   |
| Rudolf von Alt, San Pietro a Roma                                                 | acquarello su carta, 44,5x89,5 cm, 1873 circa                                    | [ 11 ]   |
| Franz Alt (1821-1914), San Pietro a Roma                                          | acquarello su carta, 21x28 cm, 1879                                              | [ 12 ]   |
| Jan Zasiedatel (1833-1893), Basilica di San Pietro                                | olio su tela, XIX secolo, Vinnytsja Art Museum                                   | [ 13 ]   |
| Friedrich Paul Nerly (1842-1919), Piazza San Pietro a Roma                        | olio su tela, XIX secolo, Collezione privata                                     | [ 14 ]   |